# Phoebe Hart
Phoebe Hart es una cineasta, conferenciante y activista australiana por los derechos de las personas intersexuales, nacida con el síndrome de insensibilidad a los andrógenos. Hart imparte clases de cine, televisión y medios digitales en la Universidad Tecnológica de Queensland, y es directora de Hartflicker, una productora de vídeo y cine. Es conocida sobre todo por su película autobiográfica de viajes por carretera, Orchids, My Intersex Adventure (Orquídeas, mi aventura intersexual).

## Biografía
Hart describe cómo le dijeron que nunca menstruaría ni tendría hijos, pero no se hablaba de los motivos y el tema era tabú. Cuando Hart tenía 17 años, su madre le contó el secreto familiar, que Hart tenía testículos en el abdomen. Hart fue presionada para someterse a una gonadectomía (esterilización), y en el documental se enfrenta a las traumáticas cicatrices emocionales de esa operación y al secretismo asociado a ella. Durante el rodaje de su autobiografía, sus padres se negaron inicialmente a ser filmados.

## Trayectoria
Hart completó sus estudios de cine en la Universidad Tecnológica de Queensland (QUT) en 1995. Ha participado en el programa infantil Totally Wild, la unidad documental de Network Ten y en Race Around the World y Fly TV de Australian Broadcasting Corporation.
En 2009, Hart obtuvo su doctorado por la QUT, en el que Orchids fue un elemento central de sus estudios de doctorado. Los principales documentalistas (las hermanas Phoebe y Bonnie Hart) tardaron seis años en filmar este documental, utilizando diversas cámaras, incluidas cámaras digitales semiprofesionales, videocámaras VHS domésticas y Super 8. Describe el trabajo como un medio para ayudar a los jóvenes intersexuales a aceptar sus cuerpos:

One of the goals I had in telling my own story in a documentary and publically [sic] revealing me as intersex to a global audience was to change minds and show how our lives are not so unlike anyone else. In particular, I wanted to create a positive frame for young people with intersex variations, who I hoped would not have to go through what I experienced. I had to hide who I was from others, and was constantly terrified of being excluded for the monster and freak I had come to believe I was.

Uno de los objetivos que tenía al contar mi propia historia en un documental y revelar públicamente [sic] mi condición de intersexual a una audiencia mundial era cambiar las mentalidades y mostrar que nuestras vidas no son tan diferentes de las de los demás. En particular, quería crear un marco positivo para los jóvenes con variaciones intersexuales, que esperaba que no tuvieran que pasar por lo que yo viví. Tenía que ocultar a los demás quién era, y me aterrorizaba constantemente la idea de que me excluyeran por el monstruo y el bicho raro que había llegado a creer que era".
Hart también fue presidenta del Grupo de Apoyo para el Síndrome de Insensibilidad a los Andrógenos de Australia.